# Maen Madoc
Maen Madoc (en gallois : Maen Madog) est le nom d'un mégalithe situé près d'Ystradfellte, dans le comté de Powys, au Pays de Galles.

## Situation
La pierre est située à environ deux kilomètres au nord-ouest du village d'Ystradfellte, à une quarantaine de kilomètres de Swansea ; elle se dresse au bord d'une voie romaine (Sarn Helen (en)) construite au IVe siècle.

## Description
Le monolithe mesure 2,70 m de hauteur pour 70 cm de largeur et 30 cm d'épaisseur ; il a une forme vaguement rectangulaire.
La pierre porte l'inscription latine suivante :
| DERVAC(IVS) FILIVS IVSTI (H)IC IACIT |

Que l'on peut traduire par : « Ci-gît Dervac(ius) fils de Justus ».
Dervac(ius) pourrait être un nom d'origine celtique dérivé de *derwo-, « chêne », arbre sacré chez les Celtes comme chez les Romains.
Il pourrait s'agir d'un menhir datant de l'Âge du bronze qui fut réutilisé comme borne milliaire à l'époque romaine, puis comme monument funéraire lors des « Âges sombres ».